# Rahsaan Patterson
Rahsaan Patterson (Nueva York, 11 de enero de 1974) es un cantante, actor y compositor estadounidense, mejor conocido por haber interpretado a "The Kid" en el programa de televisión Kids Incorporated.

## Carrera

### Kids Incorporated
Después de aparecer en un concurso de talentos escolar, Patterson audicionó para el programa de televisión Kids Incorporated. Fue elegido para interpretar a "The Kid", y permaneció en el programa desde 1984 hasta 1987, apareciendo junto a futuras estrellas como Fergie, Renee Sands, Martika, Mario López y Shanice.

### Carrera musical
Después de Kids Incorporated, Patterson adquirió experiencia como corista para varios artistas (incluida su compañera de Kids Incorporated Martika). Después de sus contribuciones vocales en el álbum homónimo de Colour Club, así como componer canciones para otros artistas (sus créditos incluyen el éxito de Brandy Norwood "Baby", y el éxito de Tevin Campbell "Back to the World").

### 1997-1998:Rahsaan Patterson
Patterson firmó con MCA Records en 1995, y lanzó su álbum debut homónimo el 28 de enero de 1997. El álbum alcanzó el puesto número 48 en la lista de los mejores álbumes de R&B/Hip-Hop de Billboard.
Lanzó dos sencillos, "Stop By" y "Where You Are", que alcanzaron el puesto número 53 en la lista Hot R&B/Hip-Hop Songs de Billboard.
Si bien el álbum recibió críticas positivas por parte de los críticos, no logró ser un gran éxito (aunque su sencillo "Where You Are" fue un éxito en la radio y apareció en la banda sonora de Bulletproof de 1996). Sin embargo, Patterson logró ganarse un grupo de fieles seguidores tanto en Estados Unidos como en el extranjero.

### 1999-2002:Love in Stereo, bandas sonoras
Patterson se puso a trabajar en su siguiente álbum, Love in Stereo. Cuando Love in Stereo se lanzó a finales de 1999, recibió mejores críticas que su predecesor, aunque el público general lo pasó por alto. El álbum alcanzó el puesto número 51 en la lista Top R&B/Hip-Hop Albums de Billboard. También lanzó dos sencillos, "The Moment" y "Treat You Like A Queen", que alcanzaron el puesto número 61 en la lista Hot R&B/Hip-Hop Songs de Billboard. Rahsaan realizó una gira para promocionar el álbum por todo Estados Unidos y Europa.
Aunque Patterson se fue de MCA, él continuó actuando en vivo, trabajando como cantante de sesión y contribuyendo tanto a bandas sonoras (Brown Sugar) como a álbumes recopilatorios (Sign of Things to Come de Steve Harvey), mientras trabajaba en su próximo álbum.

### 2004-2008:After Hours,Wines and Spirits
El tercer álbum de Patterson, After Hours, fue lanzado en abril de 2004, y recibió críticas positivas. El álbum debutó en el puesto número 65 en la lista Top R&B/Hip-Hop Albums de Billboard. También lanzó los sencillos "So Hot", "April's Kiss" y "Forever Yours", pero no lograron ubicarse en el Billboard.
El siguiente álbum de Patterson, Wines & Spirits, fue lanzado el 24 de septiembre de 2007, y debutó en el puesto n.° 42 en la lista de los mejores álbumes de R&B/Hip-Hop de Billboard, siendo su puesto más alto hasta la fecha, y también alcanzó el puesto n.° 45 en la lista de álbumes independientes. También lanzó los sencillos "Stop Breaking My Heart" y "Feels Good", que lograron entrar en las listas Hot R&B/Hip-Hop Songs de Billboard tanto en el puesto 59 como posteriormente en el 76. Un amigo cercano, el cantante de R&B Ledisi, que también colaboró en su anterior álbum Lost & Found, explicó el ingenio de Patterson: "La mayor fortaleza artística de Rahsaan es su capacidad de ser excesivamente honesto en sus grabaciones y en sus presentaciones en vivo. Si tuviera que resumirlo en una palabra, lo llamaría 'desinhibido'".
En agosto de 2008, Patterson lanzó un álbum navideño, The Ultimate Gift, y en noviembre de 2008, Patterson ganó un premio BET J como Artista Underground del año.
En 2008, Patterson se unió al productor, multiinstrumentista y compositor australiano Jarrad 'Jaz' Rogers y a la cantante danesa de electro-soul Ida Corr para formar el trío de soul/pop/funk alternativo SugaRush Beat Company, que lanzó su álbum homónimo a través de RCA en el verano de 2008.

### 2009-presente:Bleuphoria, gira, nuevo álbum
Después del lanzamiento de Wines and Spirits, Rahsaan reanudó sus giras por Estados Unidos y en el extranjero, y trabajó con varios artistas discográficos. El 14 de diciembre de 2010, lanzó una nueva canción en iTunes, "Easier Said Than Done", una canción funk que apuntaba a ser el sencillo principal de su nuevo álbum. El 12 de febrero de 2011, actuó en el BB King's Blues Club. El espectáculo fue un éxito, ya que logró vender todas sus entradas y llenar el local, y además, recibió excelentes críticas. En marzo de 2011, después de un concierto en Ram's Head Tavern en Annapolis, Maryland, Patterson habló sobre su álbum, Bleuphoria, durante una breve entrevista.
En 2019, Rahsaan lanzó el nuevo sencillo, "Sent from Heaven", y anunció que su nuevo álbum Heroes & Gods se lanzaría el 17 de mayo de ese año.

## Vida personal
Patterson es abiertamente gay. En una charla en 2008 sobre ser un artista gay con la comunidad LGBT dijo: "Para mí, no se trata de ser 'el artista gay'; soy un artista". En una entrevista con Daily Voice de BET, Patterson aclaró además que "nunca había estado en el armario ni había escondido nada".

## Discografía
Álbumes de estudio
- Rahsaan Patterson (1997)
- Love in Stereo (1999)
- After Hours (2004)
- Wines & Spirits (2007)
- The Ultimate Gift (2008)
- Bleuphoria (2011)
- Heroes & Gods (2019)